# Sipbachzell
Sipbachzell osztrák község Felső-Ausztria Welsvidéki járásában. 2021 januárjában 2158 lakosa volt. 

## Elhelyezkedése

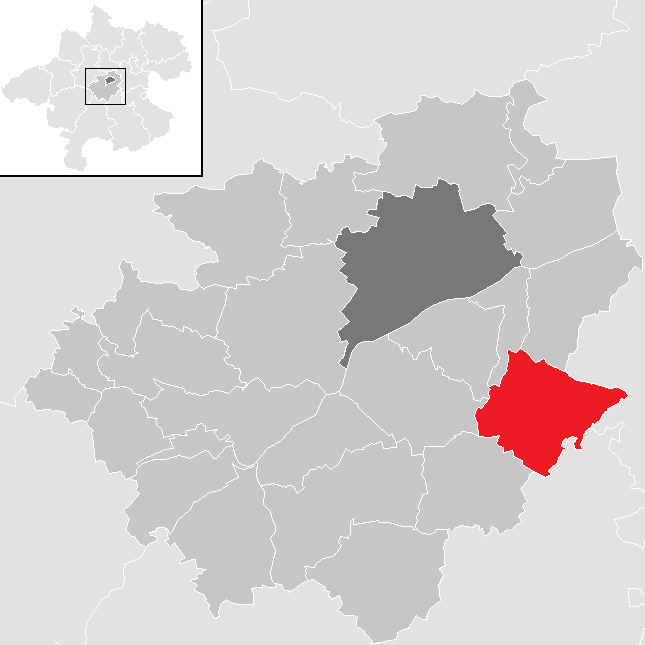
Sipbachzell a Welsvidéki járásban

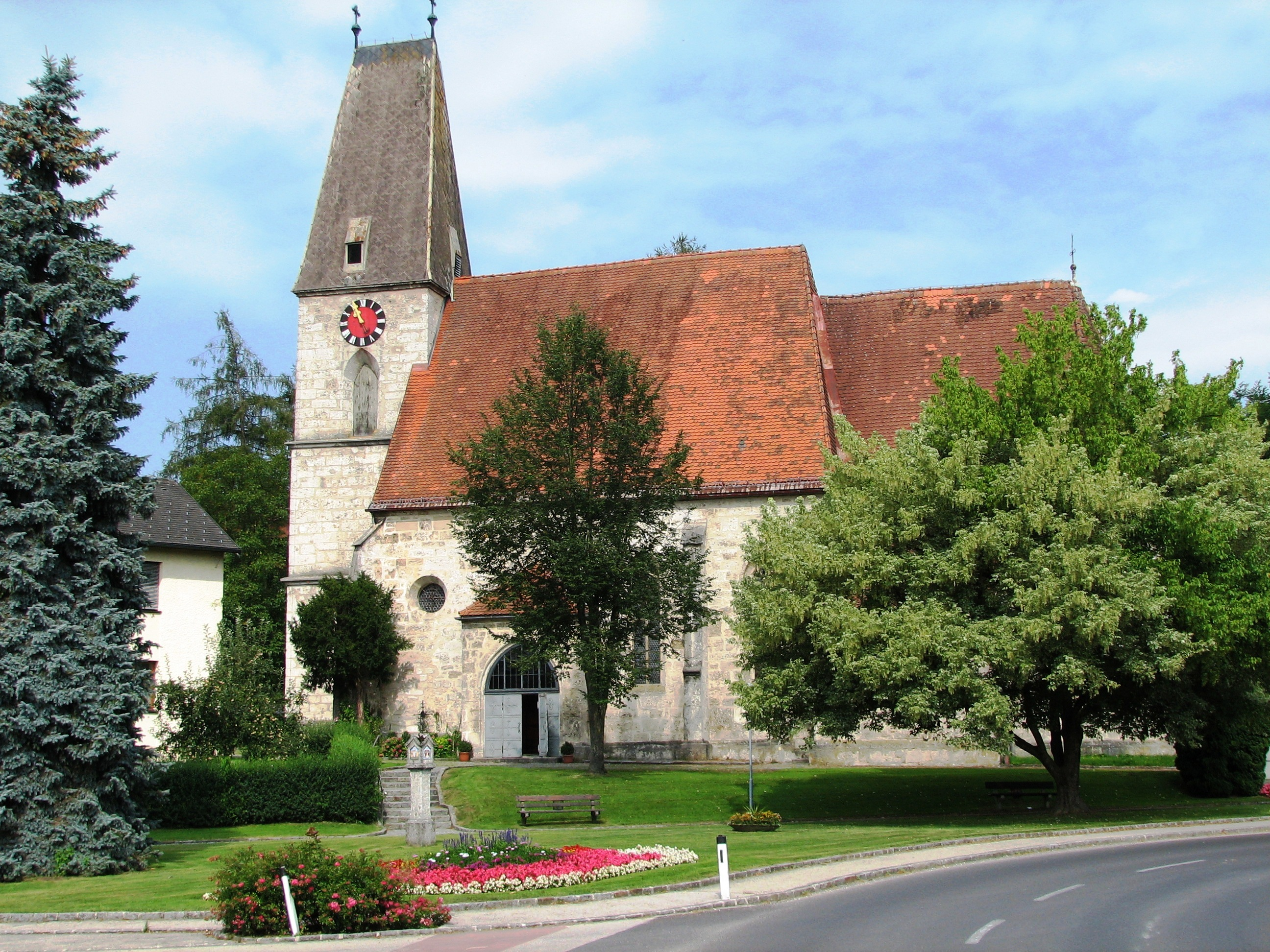
A Szt. Margit-plébániatemplom

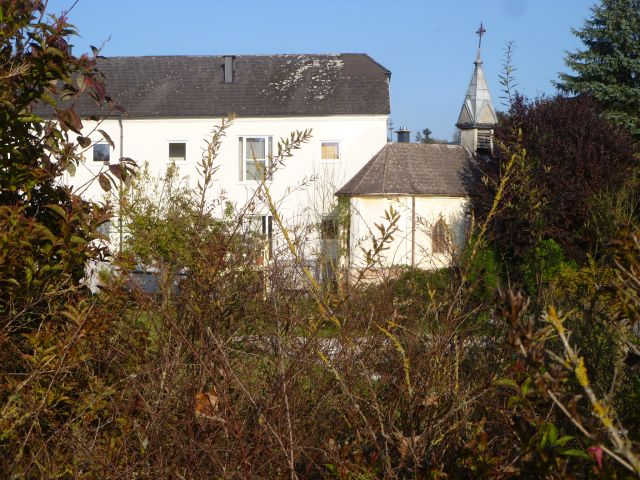
A leombachi kastély kápolnája és mellékszárnya

Sipbachzell a tartomány Hausruckviertel régiójában fekszik a Traun-Enns-hátságon, a Sipbach folyó mentén. Területének 15,5%-a erdő, 76,9% áll mezőgazdasági művelés alatt. Az önkormányzat 8 települést, illetve településrészt egyesít: Giering (70 lakos 2020-ban), Leombach (539), Loibingdorf (78), Permannsberg (87), Rappersdorf (93), Schachermairdorf (124), Schnarrndorf (199) és Sipbachzell (910). 
A környező önkormányzatok: délnyugatra Sattledt, nyugatra Steinhaus és Thalheim bei Wels, északra Schleißheim és Weißkirchen an der Traun, északkeletre Eggendorf im Traunkreis, keletre Kematen an der Krems, délkeletre Kremsmünster.

## Története
A község területén a bronzkori urnamezős kultúrához köthető kincsleletet tártak fel a régészek. A germán bajorok a 7-8. században települtek meg a régióban. Leombach várát (amely a 18. században romba dőlt) 777-ben említik először, amikor III. Tasziló bajor herceg az általa alapított kremsmünsteri apátságnak adományozta. Sipbachzell neve 1179-ben jelenik meg az írott dokumentumokban, III. Sándor pápa bullájában az apátság birtokai között sorolják fel. 
A régió eredetileg a Bajor Hercegség keleti határvidékéhez tartozott; a 12. században került Ausztriához. Az Osztrák Hercegség 1490-es felosztásakor az Ennsentúli Ausztriához került. 
A falut a napóleoni háborúk alatt a franciák többször megszállták. 
Miután a Német Birodalom 1938-ban annektálta Ausztriát,Sipbachzellt az Oberdonaui reichsgauba sorolták be. A második világháború után visszakerült Felső-Ausztriához.

## Lakosság
A sipbachzelli önkormányzat területén 2020 januárjában 2100 fő élt. A lakosságszám 1961 óta dinamikusan gyarapszik, közel kétszeresére duzzadt. 2018-ban az ittlakók 95%-a volt osztrák állampolgár; a külföldiek közül 1,9% a régi (2004 előtti), 1,2% az új EU-tagállamokból érkezett. 1% a volt Jugoszlávia (Szlovénia és Horvátország nélkül) vagy Törökország, 0,8% egyéb országok polgára volt. 2001-ben a lakosok 90,9%-a római katolikusnak, 2,4% evangélikusnak, 2,4% mohamedánnak, 3,3% pedig felekezeten kívülinek vallotta magát. Ugyanekkor a legnagyobb nemzetiségi csoportot a németeken (96,4%) kívül a törökök alkották 2,2%-kal. 
A népesség változása:

| 2016 | 1 934 |
| 2018 | 1 975 |

## Látnivalók
- az 1478-ban épült Szt. Margit-plébániatemplom
- a volt leombachi kastély kápolnája és lakóházzá átalakított mellékszárnya

## Híres sipbachzelliek
- Conrad Cordatus (1480–1546) protestáns teológus

## Fordítás
- Ez a szócikk részben vagy egészben  a   Sipbachzell című német Wikipédia-szócikk ezen változatának fordításán alapul.  Az eredeti cikk szerkesztőit annak laptörténete sorolja fel. Ez a jelzés csupán a megfogalmazás eredetét és a szerzői jogokat jelzi, nem szolgál a cikkben szereplő információk forrásmegjelöléseként.